# بروک (هلند)
بروئک (به هلندی: Broek) یک منطقهٔ مسکونی در هلند است که در ده‌فریسکه مارن واقع شده‌است. بروئک ۱۹۰ نفر جمعیت دارد.